# (4798) Mercator
(4798) Mercator ist ein Asteroid des Hauptgürtels, der am 26. September 1989 vom belgischen Astronomen Eric Walter Elst am La-Silla-Observatorium der Europäischen Südsternwarte (IAU-Code 809) entdeckt wurde.
Der Asteroid wurde nach dem flämischen Mathematiker und Kartografen Gerhard Mercator benannt, der als Schöpfer von Globen und Weltkarten (Mercator-Projektion) bekannt wurde.